# Dalima
Dalima es un género de polilla que pertenece a la familia Geometridae. El género fue descrita por primera vez por Frederic Moore en 1868. Se encuentra ampliamente distribuida en Asia.

## Especies
- Dalima acutaria Leech, 1897
- Dalima apicata Moore, [1868]
- Dalima calamina (Butler, 1880)
- Dalima columbinaria Leech, 1897
- Dalima delineata (Warren, 1894)
- Dalima gigantea Swinhoe, 1897
- Dalima honei Wehrli, 1924
- Dalima intricata Warren, 1893
- Dalima latitans (Warren, 1893)
- Dalima lucens (Warren, 1893)
- Dalima metachromata (Walker, [1862])
- Dalima mjoebergi Prout, 1926
- Dalima nubilata Hampson, 1895
- Dalima ochrearia Leech, 1897
- Dalima patularia (Walker, 1860)
- Dalima rana ([1993])
- Dalima schistacearia Moore
- Dalima subferrugineata Poujade, 1895
- Dalima subflavata (Felder & Rogenhofer, 1875)
- Dalima truncataria (Moore, [1868])
- D. variaria Leech, 1897
- D. vulpinaria Moore, 1887